# Ein Student ist verschwunden
Ein Student ist verschwunden (englischer Originaltitel Just Another Missing Kid) ist ein kanadischer Dokumentarfilm über die Suche der Angehörigen nach dem verschwundenen Studenten Eric Wilson und ihre Schwierigkeiten mit Polizei und Bürokratie. Der Film wurde im Rahmen der Fernsehreihe The Fifth Estate ausgestrahlt.

## Thema
Am 10. Juli 1978 bricht der Student Eric Wilson von Ottawa aus mit dem Auto zu einer fünftägigen Fahrt zu einer Sommerakademie nach Boulder (Colorado) auf. Vier Tage später ruft er zum letzten Mal zu Hause an, aus Nebraska, und verspricht, am nächsten Tag wieder anzurufen. Nachdem seine Familie nichts mehr von ihm hört, eine Suche von Vater und Bruder in Nebraska fruchtlos verläuft und die Polizei ihre Bedenken nicht ernst nimmt, engagiert die Familie den Privatdetektiv Jim Conway. Dieser schafft es nach zwei Monaten, Raymond Hatch und Bertram Davis als Mörder von Eric Wilson zu überführen. Wilson hatte die beiden als Anhalter mitgenommen.

## Auszeichnungen
Bei der Oscarverleihung 1983 wurde Ein Student ist verschwunden als Bester Dokumentarfilm ausgezeichnet.  